# Calliopsis philiphunteri
Calliopsis philiphunteri är en biart som beskrevs av Shinn och Engel 2003. Calliopsis philiphunteri ingår i släktet Calliopsis och familjen grävbin. Inga underarter finns listade.